# 全国社会科教育学会
全国社会科教育学会（ぜんこくしゃかいかきょういくがっかい、英語: Japanese Educational Research Association For The Social Studies (JERASS)）は、日本の学術研究団体の一つ。

## 概要
1951年5月1日設立。学術研究団体としての種別は単独学会。事務局所在地は広島県東広島市。
社会科教育に関する科学的研究を行い、日本国内の社会科教育学および社会科教育実践の発展に寄与することを目的としている。
国際学術連合体としてThe International Social Studies Associationに加盟している。

## 沿革
- 1951年 - 西日本社会科教育研究会発足（前身）。
- 1964年 - 日本社会科教育研究会に改称。
- 1986年 - 全国社会科教育学会設立。

## 刊行物

### 社会科研究
- 誌名（和文）：社会科研究
- 誌名（欧文）：JOURNAL OF EDUCATIONAL RESEARCH ON SOCIAL STUDIES
- 創刊年：1953
- 資料種別：ジャーナル（査読付き論文を含む）
- 使用言語：日本語（英文抄録あり）
- 発行形態：印刷体
- 著作権帰属先：学会
- クリエイティブコモンズ：定めていない
- 購読：無料

### 社会科教育論叢
- 誌名（和文）：社会科教育論叢
- 誌名（欧文）：BULLETIN OF JAPAN STUDIES RESEARCH ASSOCIATION
- 創刊年：1952
- 資料種別：ジャーナル（査読付き論文を含む）
- 使用言語：日本語のみ
- 発行形態：印刷体
- 著作権帰属先：学会
- クリエイティブコモンズ：定めていない
- 購読：無料